# Rosa hracziana
Rosa hracziana — вид рослин з родини розових (Rosaceae); ендемік Вірменії.

## Поширення
Ендемік Вірменії.
Росте на сухих схилах у середньогірському поясі.